# 版面设计

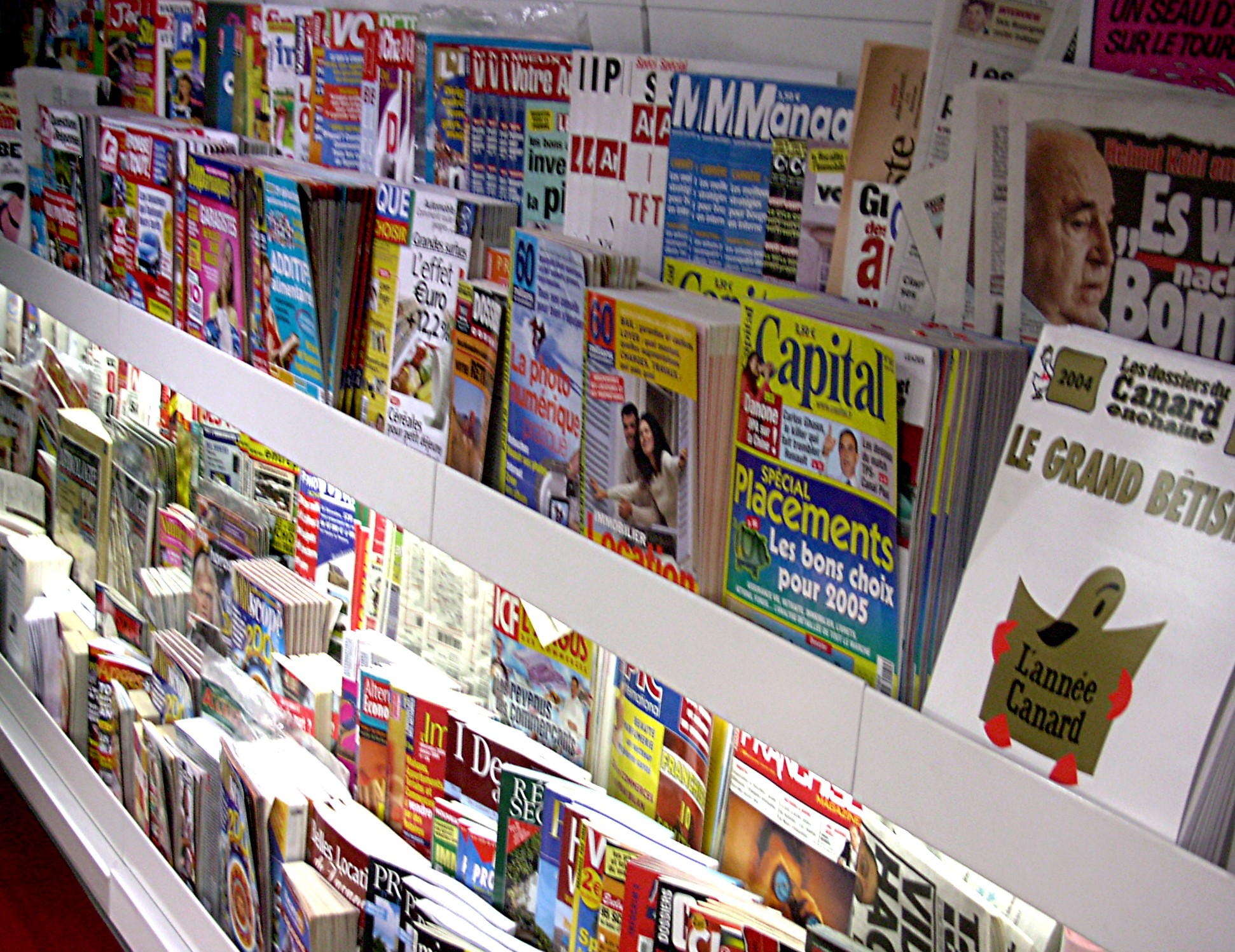
消费者杂志赞助的广告和封面严重依赖专业的版面设计技能来竞争视觉注意力。

版面设计是平面设计的一部分，其旨在处理页面上视觉元素的排列。它根据构图的组织原则来实现特定沟通目的。
高级版面设计决定文本和图像的整体布局及媒介大小或形状，这一级别的设计需要智慧、感知力和创造力，并且需要设计者不仅受到文化、心理学的影响，还要能根据文档作者和编辑的希望传达并强调特定主题。
低级别的分页及排版则是更机械的过程，文本区域的边界、字体、字体大小和对齐偏好等都可以通过一些参数实现。
在桌面出版占主导地位之前，这些过程仍由人来完成，但在现代出版中，基本上这些都是自动化完成了。最终的结果可能是按原样出版（如住宅电话簿内部），也可能由平面设计师调整之后再出版（如光洁度高的、昂贵的出版物），这非常重要，设计过杂志会吸引你阅读。
从中世纪早期的手抄本上的彩页起，再到精致的现代杂志和目录布局，长期以来设计者都会把版面设计列为一项考虑因素。而对于印刷介质，纳入考虑的因素通常包括文本、图像，偶尔设计者还要用一些不是用油墨，而是用模具/激光切割、烫印或素压浮凸等制成的占位图形元素。

## 历史和布局技术

### 直接物理排版
对于手稿，所有元素都是手工添加的，因此创作者可以在创作作品时直接确定布局，也许可以提前作一个草图作为指导。
在古老的雕版印刷中，页面的所有元素都直接雕刻在木头上，但如果印刷转移到更大的作品上，比如大块布料上，可能会留下多个印痕，则后期版面设计可能需要做出决策。
随着文艺复兴时期凸版印刷和冷金属活字排版的发明，排版是用排字棒把字符物理组合在一个长托盘里完成的。任何图像都可以通过雕刻创造出来。
原始文件会是手稿；如果排版是由排版艺术家以外的其他人进行的，则会在原稿中加上一些标记 ，并附有关于字体、字号等的说明。（即使在19世纪60年代作者开始使用打字机之后，原件仍然被称为“手稿”（manuscript），而且标记过程也是相同的。）
在第一轮排版之后，为了校对、纠正原稿中的错误，确保排版工人复制原稿、理解标记无误，可能会印制一份长条校样。最终的布局将由印版（forme）、印版的框架（chase）、锁住印版的框架的楔子（quoins）构成。使用木块或金属（“空铅”）的印版，会按需将文本和图像分隔开来。该过程称为拼版，可能包括将多个页面排列在同一张纸上，以便日后折叠和裁切。可以制作“组版样张”来检查最终排版是否正确。
1884年发明的热金属排版加快了排版过程，这让工人可以使用键盘排出一行一行的字。铅字是熔融金属被浇注到由排版机器临时组装的模具中的结果。布局过程与冷金属类型保持一致，只是：要组装成物理样板。

### 拼贴时代

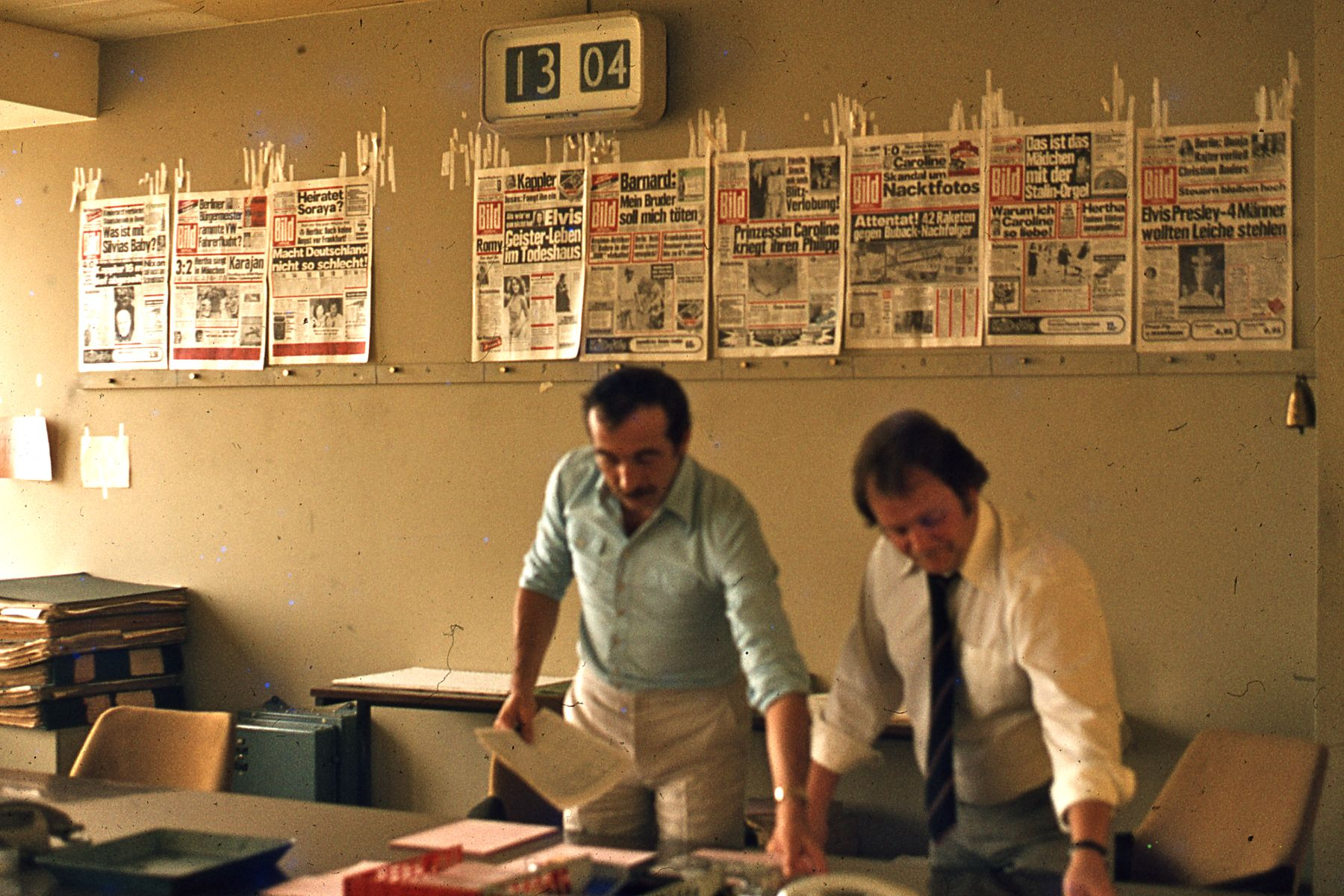
编辑们在1977年的西柏林制作了一个关于Bild（《图片报》）的问题。以前的正面页面贴在它们后面的屏障上。

偏移光刻允许图像的明暗区域（首先在胶片上捕获）控制印刷机上的油墨位置。这意味着，如果可以在纸上创建页面的单个副本并进行拍照，则可以打印任意数量的副本。可以使用打字机设置字体，或者实现与专业排版机器凸版印刷相当的专业效果。例如，IBM Selectric Composer可以生成不同字号、不同字体（包括比例字体）以及带有文本对齐的类型。通过光刻和半色调技术，物理照片可以直接转印，而不必依靠手工雕刻。布局过程后来成为创建拼贴的任务，这样命名是因为橡胶水泥或其他粘合剂将用于将图像和成列的文本物理粘贴到硬纸上。已完成的页面称为完稿。
照相排版发明于1945年，在键盘输入之后，字符被一个接一个地拍摄到照相底片上，然后这些照片可以直接送到印刷厂，或者拍摄到相纸上进行粘贴。这些机器变得越来越复杂，计算机驱动的模型能够在磁带上存储文本。

### 计算机辅助出版
随着计算机图形功能的成熟，它们开始被用于直接渲染字符、分列、页面甚至多页签名，而不是简单地从预先提供的集合中调用照相模板。阴极射线管（CRT）除了被用作计算机操作员的显示设备，还被用来渲染照相排版文本。然而，CRT显示器的弯曲特性，导致了屏幕上文字和艺术作品向屏幕外缘扭曲。2010年初"平板屏幕"显示器（LCD、LED和最近的OLED）的出现消除了老式CRT显示器造成的失真问题。截至2016年，平板显示器几乎完全取代了CRT显示器。  
连接到计算机的打印机可以直接打印文档，多份打印，也可以作为原件在上述的机器或复印机上复印 。所见即所得的文字处理器使普通办公用户和消费者能够制作更复杂的页面布局，使用文本对齐，并使用比打字机更多的字体。早期的点阵打印对于办公文档来说已经足够了，但是对于专业排版来说质量还是太低。喷墨打印和激光打印确实拥有足够多的质量类型，因此具有这些类型的打印机的计算机很快就取代了照相排版机。
借助旗舰软件Adobe InDesign和基于云的Lucidpress等现代桌面出版软件，布局过程可以完全在屏幕上进行。（类似布局选项可用于桌面排版软件支持的专业打印店进行粘贴;相比之下，“文字处理”软件通常只具有更有限的布局和排版选择，权衡一下，其灵活性易于使用，适用于更常见的应用。）完成的文档可以直接打印为复制就绪版本，无需人力组装（给定足够大的打印机）。如果将灰度图像发送到胶印机，则灰度图像必须是数字半色调，或者单独发送以供打印店插入标记区域。完成的作品也可以用数字方式传送到印刷厂，印刷厂可以自己打印，直接拍摄到胶片上，或者使用计算机制版技术完全跳过物理原件。PostScript和可移植文档格式 （PDF）已成为数字传输的标准文件格式。

### 数字媒体（非纸质）
自个人计算机问世以来，页面布局技术已扩展到电子媒体和印刷媒体。
电子书 ，PDF文档和静态网页的镜像文件相对紧密，但计算机还可以添加多媒体动画和交互性。交互式媒体的页面布局与界面设计和用户体验设计重叠;交互式“页面”更好地称作图形用户界面 （GUI）。
现代网页通常使用HTML来生成内容和一般结构， 级联样式表来控制演示文稿细节，例如排版和间距，以及用于交互的JavaScript 。由于这些语言都是基于文本的，因此可以在文本编辑器或可能具有所见即所得功能或其他辅助工具的特殊HTML编辑器中完成此工作。诸如Macromedia Flash之类的附加技术可以用于多媒体内容。  Web开发人员负责使用这些技术实际上创建完成的文档，但单独的Web设计师可能负责建立布局。给定的Web设计人员也可能是一个娴熟的Web开发人员，或者可能仅仅熟悉技术的一般功能，并且只是得到为开发团队可视化所需的结果。

### 投影页面
用于演示或娱乐的投影幻灯片通常具有与打印页面类似的布局考虑。
魔术灯笼和不透明投影仪在19世纪的讲座中使用，用于印刷，打字，拍照或手绘原件。可以使用两组摄影胶片 （一个负片和一个正片）或一个反转片来产生可以通过光线投射的正像。当声音不可用时， Intertitle被广泛用于最早的电影中 ;他们仍然偶尔在除了随处可见的虚荣心卡 S和信贷之外使用。
在20世纪40年代使用高射投影仪和20世纪50年代的幻灯机投影仪以透明胶片进行演示（使用不透明文本和图像）变得流行。一些复印机可以打印高射投影仪的透明胶片 。计算机演示程序于20世纪80年代上市，可以以数字方式布置演示文稿。计算机开发的演示文稿可以通过一些激光打印机打印成透明的，转移到幻灯片，或使用LCD顶置投影仪直接投影。现代演示通常使用视频投影仪 ， 计算机显示器或大屏幕电视则以数字方式显示。
布置演示文稿提出的挑战与打印文档略有不同，特别是因为一个人通常会在说话时参考投影页面。可考虑：
- 调整文本和图形的大小，以便从房间的后方看到它们，但这限制了可以在单个幻灯片上显示的信息量
- 使用页眉，页脚或重复元素使所有页面相似，以便它们具有凝聚力，或便于指示进度
- 使用标题来介绍新主题或部分内容
- 调整节奏，让幻灯片以舒适的，适合谈话的时间间隔进行播放，内容顺序与发言者的想法相匹配
- 为演讲者提供一种参考页面上标志特定项目的方法，例如颜色，口头标签或激光指示器
- 编辑所呈现的信息，使其重复说话者所说的内容（以便于观众可以注意其中任何一部分）或仅呈现无法口头传达的信息（以避免分散观众注意力或仅直接阅读幻灯片）
- 使用动画来增加重点、缓慢地介绍信息、或保持娱乐性
- 如果作为讲义打印或在线发布，使幻灯片可用于以后参考

## 网格与模板
网格和模板是用于广告活动和多页出版物（包括网站）的页面布局设计模式。网格 是一组指导方针，用于对页面上的元素进行对齐和重复，可以在设计过程中看到，但对最终用户来说是不可见的。页面布局可能会也可能不会保持在这些指导原则之内，这取决于该系列文章中设计风格的重复程度或多样性。网格是灵活的。 使用网格在页面上布置元素可能需要的图形设计技巧与设计网格所需的技巧一样多或甚至更多。
相比之下， 模板 更加死板一些。模板是关于重复元素的，这些元素对于最终用户/受众来说是最可见的。与设计模板相比，使用模板布局元素所涉及的图形设计技巧通常要少一些。模板用于最小限度地修改背景元素和频繁地修改（或交换）前景内容。
大多数桌面出版软件的网格是以页面上填充彩色线或点呈现的，这些线或点放置在指定的相等的水平和垂直距离上。可以在整个文档中指定自动边距和小册子书脊线（装订线）以供全局使用。可以在页面上的任何点放置多个额外的水平和垂直线。对最终用户/读者不可见的形状可以放在页面上，作为页面布局和打印处理的指导。软件模板是通过复制模板数据文件或在多页文档中使用母版页特性实现的。母版页可以包括网格元素和模板元素，例如页眉和页脚元素、自动页码和自动目录功能。

## 静态与动态布局
与动态布局相比，静态布局可以更好地控制美学、彻底优化周围的空间以及重叠不规则形状的内容。在网页设计中，这有时被称为固定宽度布局；但是整个布局在大小上可以伸缩，同时仍然保持内容的原始比例、静态位置和样式。所有光栅图像格式实际上都是静态布局；但静态布局可以通过将文本与图形分离来包含可搜索的文本。相比之下，网页的动态布局可以交换内容、个性化样式、缩放文本、 缩放图像，以及在可变大小的页面上内容可流动（通常称为流体布局）。动态布局更有可能将呈现与内容分离，这有其自身的优势。动态布局将所有文本和图像布局为行和列的矩形区域。由于这些区域的宽度和高度被定义为可用屏幕的百分比，因此它们响应不同的屏幕尺寸。它们将自动确保最大限度地利用可用空间，同时始终在屏幕调整大小和硬件限制条件下保持最佳适配。文本可以自由调整大小，以便在不打乱给定布局比例的情况下提供用户的易读性。屏幕上内容的整体排列方式可能始终保持原设计。
静态布局设计可能涉及更多的图形设计和视觉艺术技能，而动态布局设计可能涉及更多的交互式设计和内容管理技能，以彻底预测内容变化。
动态图形不适合任何一种类别，但可能涉及布局技巧或仔细考虑运动如何影响布局。在任意一种情况下，运动元素使其成为动态布局，但比静态图形设计或交互式设计更能保证运动图形设计。
电子页面可以通过划分页面或通过组合效果来利用静态和动态布局特征。例如，页面的一部分（例如web横幅）可以包含交换内容区域内包含的静态或动态图形。通过使用不可见的间隔物将文本推离边缘，动态或实时文本可以缠绕在不规则形状的图像周围。一些计算机算法可以检测包含轮廓周围的透明度和流动内容的对象的边缘。

## 前端与后端
随着现代化的媒体内容检索和输出技术的发展， 视觉传达（前端 ）和信息技术（后端 ）之间出现了很多交叉。大型印刷出版物（厚书，特别是教学性的书籍）和电子页面（网页）需要元数据来实现自动索引、自动重新格式化、数据库发布、动态页面显示和最终用户交互。许多元数据（meta标记）必须在页面布局过程中人工编码或指定。这将艺术家和工程师之间的页面布局工作划分开来，也有时艺术家或工程师单独执行这两项工作。更复杂的项目可能需要两个单独的设计：页面布局设计作为前端 ，功能编码设计作为后端。在这种情况下，前端可以使用其他页面布局技术（如图像编辑软件）进行设计，或使用手绘方法在纸上进行设计。大多数图像编辑软件都包含用于转换页面布局的功能，以便在“ 所见即所得 ”编辑器或功能中使用，以导出图形供桌面出版软件使用。在大多数情况下，所见即所得编辑器和桌面出版软件允许在后端编码之前进行前端设计。界面设计和数据库发布可能涉及更多技术知识，或与前端信息技术工程的协作。有时，后端的功能是自动检索和排列前端的内容。

## 设计元素和选择
可以在特定桌面发布模板中实现的特有样式或多或少地规定页面布局。与分页量相比，可能还有相对较少的布局（如小说和其他没有图像的书籍）。
典型的页面布局决策包括：
- 页边距大小
- 图像的大小和位置
- 确定列和排水沟的数量和大小（ 列之间的间隙）
- 有意放置的空缺位
- 使用如在图像上方显示文本，文本环绕和嵌入，或者将图像悬浮在页面边距上的特效。
- 使用彩色印刷或专色强调

要列出的具体要素包括：
- 章和节的标题，或标题和小标题
- 图片标题
- 拉引号和螺母图可能会被添加到课程或使短篇故事适合布局
- Boxout和侧边栏，用于显示主要文本流中的信息
- 页眉和页脚，其内容通常在主题页面上是统一的，因此由布局软件自动复制。页码通常包含在页眉或页脚中，软件会自动为每页增加页码。
- 目录列表
- 脚注和尾注等注释; 参考书目 ，例如在学术期刊或教科书中

在报纸制作中，最终选择和裁剪伴随故事的照片可能留给布局编辑器（因为照片的选择可能影响必要区域的形状，而影响布局的其余部分），或者可能有单独的照片编辑。同样， 标题可能由布局编辑器，副本编辑器或原始作者编写。
为了使故事适合最终布局，可能会进行相对无关紧要的复制调整（例如，为了简洁而改写），或者布局编辑器可能会对字体大小或前导等排版元素进行轻微调整。

### 浮动块
写作和出版物中的浮动块是与主文本不对齐的其他图形，文本，表格等。使用浮动块来呈现图片和表格是学术写作和技术写作的典型特征，包括科学文章和书籍的写作。浮动块通常标有描述其内容的标题，以及用于引用正文中的图形的数字。普遍将浮动块分成两个单独编号的系列，标记为图形  （用于图片，图表， 绘图等）和表格  。浮动块之所以说是浮动的， 是因为它们并不像主文本那样有在页面上的固定位置，而是可以漂移到页面的一侧。通过在页面的侧面放置图片或其他大型项目而不是将它们嵌入主文本中，这样可以使得排版更灵活，并且可以避免中断叙述。
例如，一篇关于地理的文章可能会附上“图1：世界地图”，“图2：欧洲地图”，“表1：大陆人口”，“表2：欧洲国家人口”等等，这些都是浮动块。除了目录之外，有些书还会有一个数字表 - 它集中列出了作品中出现的所有数字。
还可以区分出其他种类的浮动块，例如：
附文： 从主文本中附加出来的。例如，关于产品使用的技术手册可能在附文中包括各如何使用该产品的示例。也称为intermezzo  。见附文（发布） 。
程序：关于计算机编程的文章和书籍通常将代码和算法放在图中。
公式：数学著作可能会将大块的数学符号放在与主文本分开的浮动块中。

## 开发阶段展示布局
通常在所有内容准备就绪之前，可以创建布局的模型以获得早期反馈。无论是纸质还是电子媒体，布局的初稿可能都只是用草稿纸和铅笔素描。新杂志的综合布局可能会显示文本和图像的占位符，而不是展示位置，排版风格和其他旨在为实际问题或特定未完成问题设置模式的习语。网站线框是一种低成本的显示布局的方式，这种方法不需要创建最终HTML和CSS，也不需要编写副本或创建任何图像。
Lorem ipsum文本通常用于避免任何临时发布的样本副本可能导致的尴尬。同样，占位符图像通常标记为“ 仅用于位置 ”。